# Multiforo Cultural Alicia
El Multiforo Cultural Alicia (también conocido como Foro Alicia, Multiforo Alicia o, coloquialmente, El Alicia) es un espacio cultural y contracultural fundado en 1995 en la Ciudad de México que dio cabida a la escena independiente musical y contracultural de México y de muchos sitios del mundo. Cerró en marzo del 2023 en su sede de la colonia Roma, para ser reinaugurado en un recinto de la colonia Santa María la Ribera al ser reconocido legalmente como el primer «Espacio Cultural Independiente» de la Ciudad de México. Su nombre se inspira en el nombre de la novela de Lewis Carroll y en una radio autogestiva italiana de los años sesenta. Sus creadores lo consideran un «Laboratorio de Culturas Subterráneas».

## Historia

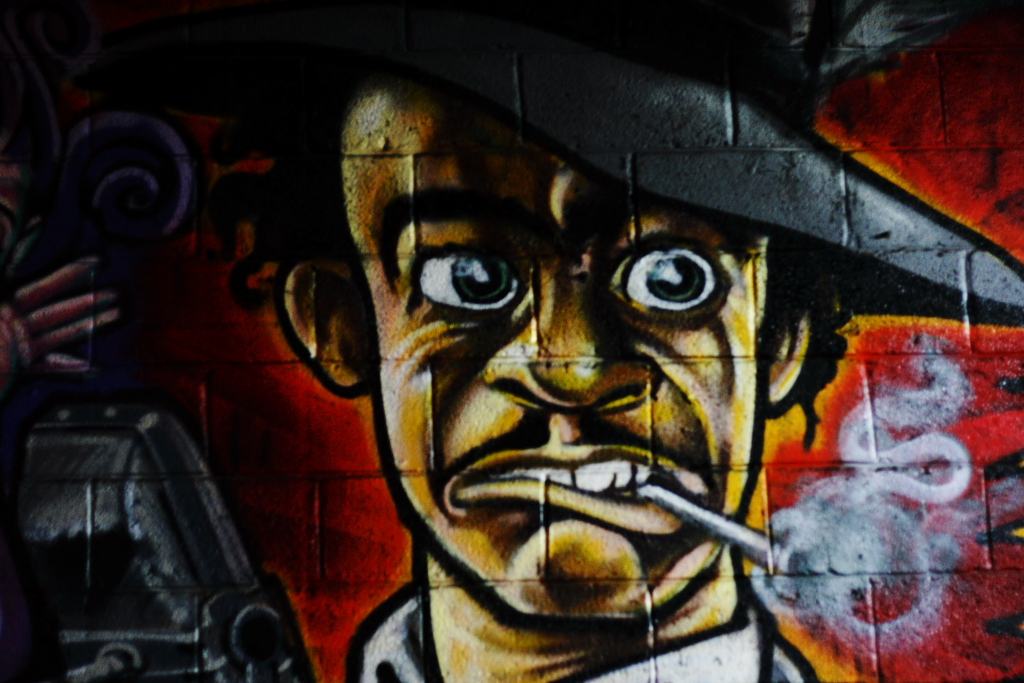
Detalle del mural del Multiforo Alicia

Fue fundado en 1995 por Ignacio Pineda ante la carencia de espacios independientes de expresión juvenil y nuevas propuestas. El primer concierto realizado en el recinto se llevó a cabo el 1 de diciembre del mismo año con un concierto de Antidoping, Limbo zamba, Vantroi y un performance a cargo de Los invasores y Los ácidos. El foro fue ubicado en la avenida Cuauhtémoc #91-A, en la Colonia Roma, en el barrio conocido como Romita, zona en donde se asentaba la hoy clausurada y antigua pulquería La Hija de los Apaches. Es peculiar y característica la imagen que ha mantenido durante años en la elaboración de sus carteles, en los que son incluidos de cuatro a ocho bandas por concierto dada la alta oferta de las mismas que hay en México sin un espacio para presentarse.
El foro ha sido cuna de muchos movimientos musicales en boga entre los jóvenes mexicanos que buscan una alternativa fuera de la música comercial, destacando el ska, el surf y el rockabilly. Muchos grupos afamados de México iniciaron presentándose en El Alicia, en donde se presentan creadores y artistas internacionales realizadores de obras de vanguardia. También en él se realizan talleres y cuenta con un estudio de grabación independiente. El local de conciertos en su segundo piso es reducido en espacio, donde no solo se realizan conciertos sino también conferencias, lecturas de poesía y proyecciones de documentales y películas.
Es peculiar y característica la imagen que ha mantenido durante años en la elaboración de sus carteles. El autor de este peculiar estilo es Andrés Mario Ramírez Cuevas (música contra el poder) quien es autor del logo del Alicia y ha diseñado la mayor parte de carteles del Alicia, otros diseñadores que han hecho carteles para el Alicia son Gabino Navarro, Fausto Arrellín, Israel Miranda, Dr. Alderete, Chema Skandal y muchos más, en los que son incluidos de cuatro a ocho bandas por concierto dada la alta oferta de las mismas que hay en México sin un espacio para presentarse. A lo largo de los años, en el Foro Alicia han participado infinidad de personas llamadas "Los Alicios", aportando su granito de arena en diversas actividades para que el Foro siguiera activo, Así, por ejemplo, del esfuerzo conjunto de "Los Alicios" se consolidaron variados proyectos en el Foro, se realizaron conferencias y maratones de cine, festivales masivos de rock, sesiones de performance, ferias de tatuaje, presentaciones de revistas, libros y documentales, teatro infantil y con el tiempo se fundó la disquera independiente Grabaxiones Alicia.
Por la importancia que ocupa en la ciudad, así como la abierta manifestación que realiza de ideas y movimientos sociales de izquierda (el apoyo al Ejército Zapatista de Liberación Nacional es el mejor ejemplo) fue objeto de hostigamiento, clausuras y multas que son casi periódicas por parte de la administración del gobierno de la Ciudad de México en turno, influidos y apoyados por empresarios de antros y bares de rock.
El foro fue cerrado el 12 de marzo de 2023. Por décadas el colectivo detrás del Alicia participó en la construcción de la Red de Espacios Culturales Independientes Alternativos (RECIA) junto a otros espacios, mismo que reclamaba contar con un marco jurídico en la Ley de Establecimientos Mercantiles para la Ciudad de México que les permitiera operar bajo una figura específica que permitiera distinguir a espacios culturales de otros giros mercantiles similares en horarios nocturnos y en venta de bebidas alcohólicas pero que se distinguen de ellos en el objetivo de garantizar y fomentar derechos culturales.
El Congreso de la Ciudad de México aprobó el 20 de noviembre de 2020 la Ley de Espacios Culturales Independientes de la Ciudad de México. El Alicia obtuvo la primera licencia de funcionamiento como Espacio Cultural Independiente con el número 001 de bajo esta legislación. La reinauguración del Alicia en una nueva sede en la calle Eligio Ancona de Santa María la Ribera ocurrió el 29 de febrero de 2024. El primer concierto público fue el 23 de marzo con un concierto a cargo del Movimiento Rupestre.

### Desalojo del 2025
El 30 de mayo de 2025 un operativo del Ejército Mexicano, la Guardia Nacional y la Secretaría de Seguridad Ciudadana de la Ciudad de México canceló el concierto que comenzaba a dar Fermín Muguruza. Alrededor de las 5 de la tarde un inspector administrativo de la Alcaldía Cuauhtémoc llegó al lugar a pedir información sobre el recinto y a pedir documentación sobre el funcionamiento, alegando que faltaba un plan de protección civil para el concierto. Otro funcionario de la alcaldía Cuauhtémoc llegó más tarde solicitando información. A las 7:10 comenzó el concierto de Fermín Muguruza. Entonces unos 200 efectivos de las tres corporaciones rodearon la sede intentando desalojar por la fuerza a las 400 personas asistentes del concierto.
Tanto Ignacio Pineda como Fermín Muguruza pidieron a las personas asistentes desalojar el lugar de forma ordenada y sin caer en provocaciones, ya que según sus palabras «no queremos que entren, están amenazando con que van a entrar a la fuerza. Mil disculpas. No nos sirven presos ni golpeados». La gente salió en orden y se suspendió el evento.

#### Reacciones
Ante la polémica y el repudio sobre el hecho, la jefa de gobierno Clara Brugada condenó el hecho y afirmó en un comunicado que el multiforo funcionaba con su documentación en regla. La alcaldesa de Cuauhtémoc Alessandra Rojo de la Vega se deslindó de la acción y se sumó a la condena. La secretaria de Gobernación Rosa Icela Rodríguez se unió a la condena e informó que dos mandos de la policía capitalina fueron cesados por el operativo. La banda Caifanes dedicó una canción al Multiforo Alicia en un concierto en el Auditorio Nacional y defendió al lugar como de los pocos recintos donde se puede tocar en la ciudad. Finalmente la presidenta de México Claudia Sheinbaum se manifestó en contra del operativo realizado el martes 3 de junio. Asumió el mismo como un error y dijo que la situación no volverá a repetirse y servirá como oportunidad para revisar cuándo deben participar las fuerzas armadas en los operativos.

## Presentaciones
Entre los innumerables grupos que se han presentado en el foro se encuentran Pájaros Vampiro, Austin TV, Vantroi, Tex Tex, Panteón Rococó, Los Esquizitos, Humus, 34D, Sekta Core!, Division Minúscula, Nana Pancha, Pxndx, Las Cabezas de Cera, Lost Acapulco, Veinticuatrosiete, Jaguares, La Lupita, Botellita de Jerez, Los de Abajo, Salón Victoria, Café Tacvba, Inspector, Polka Madre, San Pascualito Rey, Real de Catorce, Sr. Bikini, Las Ultrasónicas, Jessy Bulbo, Tarzan Congo, La Sustancia Divina, Rostro del Sol, El Parto de la Chole, El Desierto, Los Bombatomix, Yucatán a Go Go, Los Jaigüey, Salario Mínimo, Telekrimen, Fratta, 2contra1, Allison, Después del Odio, AK-47, Nocaut, Insanidad Mental, Hule Spuma, Big Spin, Taller para Niños, Gula, Axpi, Los Imposibles, Sociedad Café, La Zotehuela, Los Gatos y prácticamente algunos compositores independientes mexicanos como León Chávez Teixeiro, Rafael Catana, Arturo Meza, Fausto Arrellín, Gerardo Enciso, Nina Galindo y el mismo Jaime López, entre muchos otros; y a nivel internacional Manu Chao, Ska-P, Prietto Viaja al Cosmos Con Mariano, Pedro Aznar, Albert Pla, Sargento García, Fermín Muguruza, Aztlan Underground, La Kinky Beat, Banda Bassotti, Master, Krabator, Orujo de brujas, Hechos contra el decoro, Dusminguet, Quetzal, Amparanoia, Los Auténticos Decadentes,  Zero Child, Fidel Nadal, Delux, Elli Noise, Pájaros Vampiro etc.
Hasta 2007 el foro contaba aproximadamente con 8,964 eventos y había presentado 28,224 bandas (algunas repetidas).